# Lockheed P-38 Lightning
Lockheed P-38 Lightning är ett tungt amerikanskt jaktplan som användes under andra världskriget. Av de plan som tillverkades finns cirka 7 flygande exemplar bevarade. 2007 hittades ett exemplar som legat dolt under en sandstrand i Wales sedan kriget.
P-38 (XP-38) designades år 1937 och provflögs två år senare, men sattes inte in i strid förrän 1942. Modellen som då tillämpades (P-38F) användes till stor del i Nordafrika, men skulle senare komma att få flera uppdrag över Tyskland (då med nya motorer; F-15 Allison med kompressor). P-38:an användes även flitigt i Stilla Havet mot Japan. Efter att USA hade dechiffrerat ett japanskt meddelande sändes 16 stycken P-38 iväg mot Salomonöarna där Isoroku Yamamotos flygplan sköts ner den 18 april 1943.
P-38:an var ett stort jaktflygplan som hade ett vingspann på 15,85 meter, en längd på 11,53 meter samt en höjd på tre meter. En fördel med P-38:an var att flygplanet hade noshjul, vilket gjorde det lättare att landa. Planet hade utöver detta en ovanlig design med bland annat dubbla stjärtbommar och sidoroder. Maxhastigheten låg på 636 km/h men maxhastigheten under dykning kunde överskrida 800 km/h. 
Ett problem som P-38:an hade var dess kompressibilitet; vid dykning i hög hastighet gick det inte räta upp planet. Det enda sättet för piloten att lösa detta var genom att bromsa upp planets hastighet och hoppas att avståndet till marken var tillräckligt långt. På så sätt skulle det då gå att räta upp planet innan det slog i marken. När planet kom i kompressibilitet ansågs det farligt för piloten att hoppa ut, eftersom man trodde att han skulle krocka med höjdrodret.

## Bestyckning
Lightning försågs normalt med fyra 12,7 mm Colt-Browning kulsprutor i nosen, samt en Hispano 20 mm automatkanon. Detta resulterade i en relativt sett liten spridning av ammunitionen.